# Kaplica ewangelicka w Godziszowie
Kaplica ewangelicka w Godziszowie – kaplica ewangelicko-augsburska w Godziszowie, w województwie śląskim w Polsce. Należy do parafii ewangelicko-augsburskiej w Goleszowie.

## Historia
W 1849 r. w Godziszowie założony zostaje cmentarz, będący własnością Ewangelickiej Gminy Cmentarnej Godziszów-Kisielów. Zmarli z obu wiosek byli tam chowani do otwarcia w Kisielowie własnego cmentarza w 1911 r..
Decyzję o budowie kolejnego cmentarza w Godziszowie razem z kaplicą podjęto w 1925 r., kiedy to zawiązano Ewangelicką Gminę Cmentarną w Godziszowie oraz Komitet Budowy Kaplicy. Nekropolię otwarto rok później, końcem 1926 r. ukończono też budowę kaplicy cmentarnej. 
Kaplica posiadała trzy dzwony do 1945 r. Wtedy zbór z Drogomyśla zwrócił się o wypożyczenie jednego z nich. Dzwon został zwrócony do Godziszowa, jednak przekazano go później do kaplicy w Kozakowicach Dolnych.
W latach 1998–2001 świątynię wyremontowano.